# Wahlbezirk Steiermark 1
Der Wahlbezirk Steiermark 1 war ein Wahlkreis für die Wahlen zum Abgeordnetenhaus im österreichischen Kronland Steiermark. Der Wahlbezirk wurde 1907 mit der Einführung der Reichsratswahlordnung geschaffen und bestand bis zum Zusammenbruch der Habsburgermonarchie.

## Geschichte
Nachdem der Reichsrat im Herbst 1906 das allgemeine, gleiche, geheime und direkte Männerwahlrecht beschlossen hatte, wurde mit 26. Jänner 1907 die große Wahlrechtsreform durch Sanktionierung von Kaiser Franz Joseph I. gültig. Mit der neuen Reichsratswahlordnung schuf man insgesamt 416 Wahlbezirke, wobei mit Ausnahme Galiziens in jedem Wahlbezirk ein Abgeordneter im Zuge der Reichsratswahl gewählt wurde. Der Abgeordnete musste sich dabei im ersten Wahlgang oder in einer Stichwahl mit absoluter Mehrheit durchsetzen. Der Wahlkreis Steiermark 1 umfasste den I. Bezirk der Stadt Graz (Innere Stadt).
Aus der Reichsratswahl 1907 ging der deutsch-freiheitliche Paul Hofmann von Wellenhof als Sieger hervor. Bei der Reichsratswahl 1911 von Wellenhof sein mandat verteidigen.

## Wahlergebnisse

### Reichsratswahl 1907
Die Reichsratswahl 1907 wurde am 14. Mai 1907 (erster Wahlgang) sowie am 23. Mai 1907 (Stichwahl) durchgeführt.

#### Erster Wahlgang
| Kandidat                                                                    | Partei                             | Wahlkreisstimmen | Prozent |
| --------------------------------------------------------------------------- | ---------------------------------- | ---------------- | ------- |
| Paul Hofmann von Wellenhof                                                  | Deutsche Volkspartei               | 917              | 42,0 %  |
| Robert Orel                                                                 | Christlichsoziale Partei           | 627              | 28,7 %  |
| Michael Schacherl                                                           | Sozialdemokratische Arbeiterpartei | 597              | 27,3 %  |
|                                                                             | Sonstige Parteien                  | 42               | 1,9 %   |
| Wahlberechtigte: 3397, Ungültige/Leere Stimmen: 46, Wahlbeteiligung: 65,6 % |                                    |                  |         |

#### Stichwahl
| Kandidat                                                                   | Partei                   | Wahlkreisstimmen | Prozent |
| -------------------------------------------------------------------------- | ------------------------ | ---------------- | ------- |
| Paul Hofmann von Wellenhof                                                 | Deutsche Volkspartei     | 1402             | 65,6 %  |
| Robert Orel                                                                | Christlichsoziale Partei | 736              | 34,4 %  |
| Wahlberechtigte: 3397, Ungültige/Leere Stimmen: 4, Wahlbeteiligung: 63,1 % |                          |                  |         |

### Reichsratswahl 1911
Die Reichsratswahl 1911 wurde am 13. Juni 1911 (erster Wahlgang) sowie am 20. Juni 1911 (Stichwahl) durchgeführt.

#### Erster Wahlgang
| Kandidat                                                                   | Partei                             | Wahlkreisstimmen | Prozent |
| -------------------------------------------------------------------------- | ---------------------------------- | ---------------- | ------- |
| Paul Hofmann von Wellenhof                                                 | deutsch-freiheitlich               | 715              | 37,9 %  |
| Raimund Neunteufel                                                         | Christlichsoziale Partei           | 557              | 29,5 %  |
| Reinhard Machold                                                           | Sozialdemokratische Arbeiterpartei | 512              | 27,2 %  |
| Franz Stärk                                                                | Alldeutsche Vereinigung            | 75               | 4,0 %   |
|                                                                            | Sonstige Parteien                  | 26               | 1,4 %   |
| Wahlberechtigte: 3356, Ungültige/Leere Stimmen: 8, Wahlbeteiligung: 56,4 % |                                    |                  |         |

#### Stichwahl
| Kandidat                                                                    | Partei                   | Wahlkreisstimmen | Prozent |
| --------------------------------------------------------------------------- | ------------------------ | ---------------- | ------- |
| Paul Hofmann von Wellenhof                                                  | deutsch-freiheitlich     | 763              | 93,4 %  |
| Raimund Neunteufel                                                          | Christlichsoziale Partei | 54               | 6,6 %   |
| Wahlberechtigte: 3356, Ungültige/Leere Stimmen: 15, Wahlbeteiligung: 24,8 % |                          |                  |         |